# High school
 Der er for få eller ingen kildehenvisninger i denne artikel, hvilket er et problem. Du kan hjælpe ved at angive troværdige kilder til de påstande, som fremføres i artiklen.

High school er en skoleform som er den afsluttende del af den obligatoriske uddannelse i Australien, Brasilien, Canada, Filippinerne, Japan, Mauritius, New Zealand, Singapore, Skotland i Storbritannien, Sydafrika, Sydkorea, Taiwan og USA[kilde mangler]. Uddannelsen giver sekundæruddannelse for begge køn. High school svarer ikke til gymnasium i Danmark.
Ideen kommer fra Frankrig hvor Napoleon Bonaparte ville skabe et system til at træne fremtidige officerer til Frankrigs militære styrker.
Begrebet professionshøjskole hedder på engelsk university college.